# 反射 (计算机图形学)

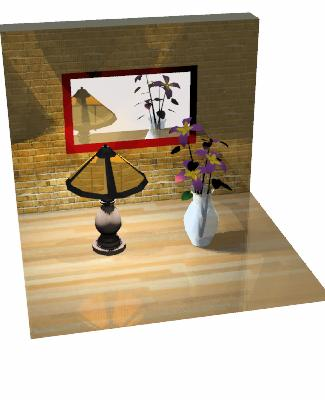
光线跟踪模型展示镜面反射

反射在计算机图形学中指模拟具有反光性质的物体（例如镜子或有光泽的表面）
反射是由光线追迹描绘器完成的，过程大致为从眼睛投射光线到反射面上并进行跟踪，计算出其反射方向，然后重复上述步骤直到找不到具有反射性质的表面。对木材或瓷砖等具有光泽的表面进行反射可以使3D渲染的效果更加逼真。
反射分为以下四种：
- 镜面反射（英語：Polished or Mirror reflection）：镜面反射指不受干扰的反射，比如镜子或镀铬表面。
- 模糊反射（英語：Blurry Reflection）：模糊反射指材料表面有微小的随机凹凸，使得反射是模糊的。
- 金属反射（英語：Metallic Reflection）：如果反射材料的高光和阴影都保持其固有颜色，即为金属反射。
- 光泽反射（英語：Glossy Reflection）：这个术语的意思可能并不明确。有时它指“模糊反射”的对立面（“光泽度”较低时，反射是模糊的）。然而，有些人将“光泽反射”一词作为“模糊反射”的同义词使用。

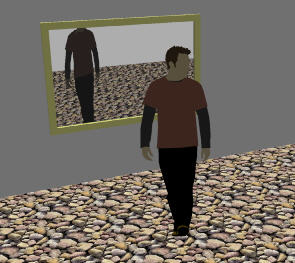
镜面反射
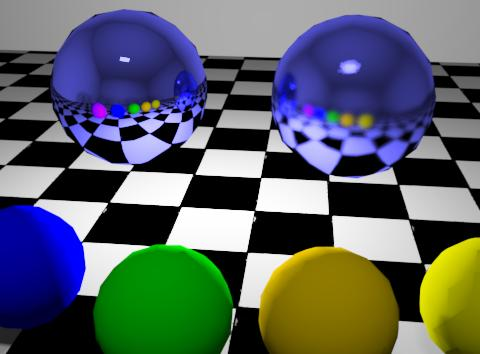
模糊反射
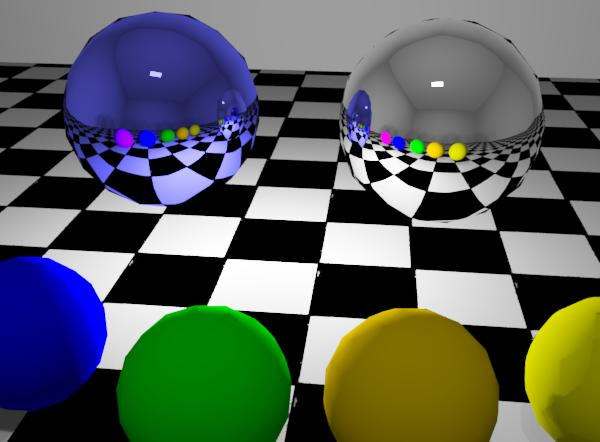
金属反射
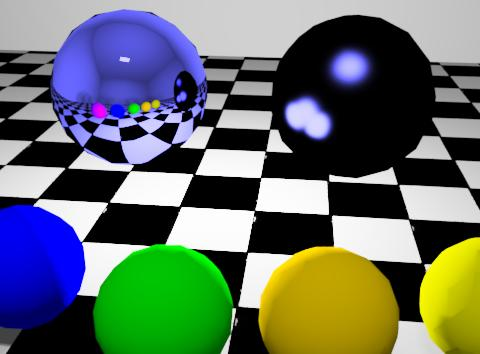
光泽反射